# Babilano Doria
Babilano Doria (Genova, 1230 – 1296) è stato un politico e militare italiano del Medioevo, capostipite del ramo dei signori, poi principi di Oneglia della famiglia Doria.

## Biografia
Figlio di Manuele Doria, console di Genova e podestà di Savona, e di Giorgia di Torres, (figlia di Comita II di Torres e Sinispella d'Arborea). Suo fratelli furono Nicolò (padre d'un altro Babilano), Percivalle, Guglielmo e Lanfranco. La zia Maria di Torres, sposò Bonifacio di Saluzzo, dunque era cugino di Manfredo III di Saluzo.
Molto attivo nel commercio con Costantinopoli dopo il Trattato di Ninfeo di 1261. Fu capo della fazione ghibellina con i Spinola contro Luchetto Grimaldi e i altri alleati guelfi di Carlo d'Angiò. Negli anni 1270 assicurò il controllo ghibellino della Riviera di Poniente, ricoprendo la carica di vicario di Savona. Nel 1276 è stato membro della ambasciata a Roma presso papa Innocenzo V per definire la pace con i guelfi genovesi guidate dal cardinale Ottobono Fieschi (futuro Adriano V),  sostenitore di Carlo d'Angio. È possibile che nel 1285 abbia partecipato insieme a Oberto Doria alla battaglia della Meloria contro i pisani. Nel 1287 fu arbitro nella controversia tra alcuni marchesi del Bosco per il controllo della valle d'Orba.
Morì il 20 febbraio 1296 e fu sepolto nel monastero di S. Fruttuoso di Capodimonte a Portofino.

## Discendenza
Sposò Leona da Savignone, figlia dell'ammiraglio Oberto da Savignone, Ebbero i figli:
- Federico Doria, consignore di Oneglia (antenato di Andrea Doria).
- Preziosa Doria, sposata a Andreolo Cybo.
- Leonello Doria, sposato a Andreola Imperiale.
- Nicolò Doria, consignore di Oneglia.